# نادي برازيل دي بيلوتاس
نادي برازيل دي بيلوتاس لكرة القدم (بالبرتغالية: Grêmio Esportivo Brasil‏) ، هو نادي كرة قدم برازيلي، أسس سنة 1911 م.

## وصلات خارجية
- الموقع الرسمي